# Cidariplura signata
Cidariplura signata là một loài bướm đêm trong họ Noctuidae.